# Джолі Габор
Джолі Габор (англ. Jolie Gabor, до шлюбу Жансен Тіллман, 29 вересня 1894, Будапешт — 1 квітня 1997, Палм-Спрінгс) — відоміша як «Мама Джолі», американська акторка, ювелірка, світська левиця угорського походження.
Мати акторок і світських дам Жа Жи Габор, Еви Габор та Магди Габор.

## Життєпис
Жансен Тіллман народилася в Будапешті в 1894 році в єврейській сім'ї, хоча сама називала датою свого народження 1900 рік. З різних свідчень відомо, що багато її рідних загинуло в Голокості.
Була одружена угорським солдатом Вілмошем Габором (1914—1939), народила трьох дочок. Пізніше одружувалася з Пітером Говардом Крістманом (1947—1948) та графом Едмундом «Одоном» де Жігеті (1957—1989).
Померла 1 квітня 1997 році у віці 102 років, за два місяці до смерті старшої дочки Магди і двома роками пізніше після смерті молодшої дочки Еви.

## Фільмографія
- Люди проти Жа Жи Габор (1991) — грає себе.